# Blumenau (München)

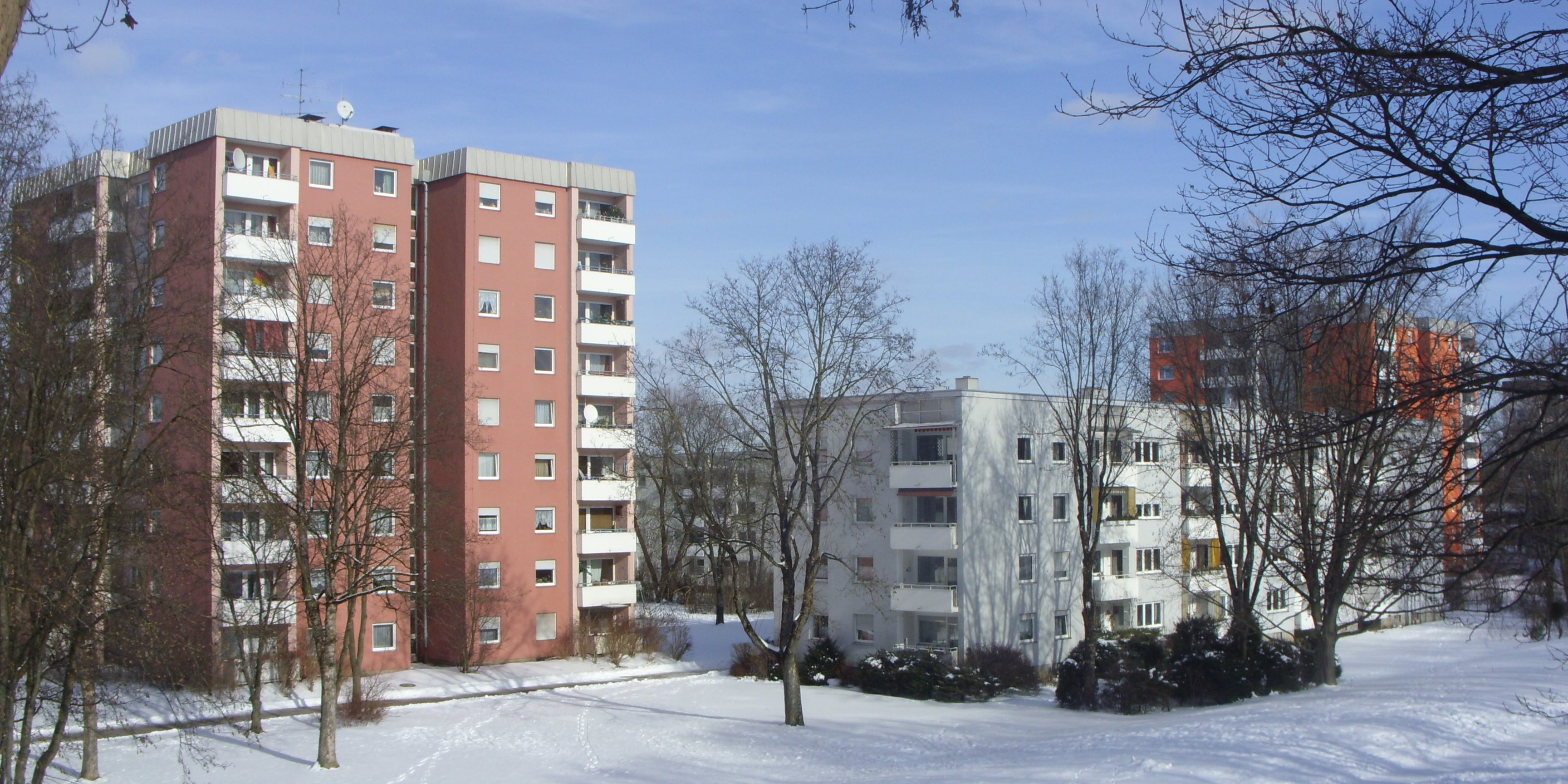
Typische Wohnbauten in der Siedlung Blumenau

Die Blumenau ist eine Siedlung im Stadtbezirk Hadern in München. Blumenau ist außerdem der Name des Bezirksteils 20.1 des Münchner Stadtbezirks Hadern (20).

## Lage
Der Bezirksteil Blumenau umfasst ungefähr das nördliche Viertel des Stadtbezirks Hadern (20). Er grenzt im Norden an die Stadtbezirke Pasing-Obermenzing (21) und Laim (25), südlich wird er durch die Bundesautobahn 96 vom Bezirksteil Neuhadern getrennt. Die Stadtgrenze Münchens begrenzt den Bezirksteil Blumenau im Westen, die Senftenauer Straße bogenförmig im Nordosten. 
Die Siedlung Blumenau zerfällt – getrennt durch die Bundesautobahn 96 – in die beiden Teile Blumenau Nord und Blumenau Süd. Der Nordteil der Siedlung entspricht dem westlichen Drittel des gleichnamigen Bezirksteils; er ist dort durch die Silberdistelstraße von Kleinhadern getrennt. Der Siedlungssüdteil liegt im Bezirksteil Neuhadern.

## Name

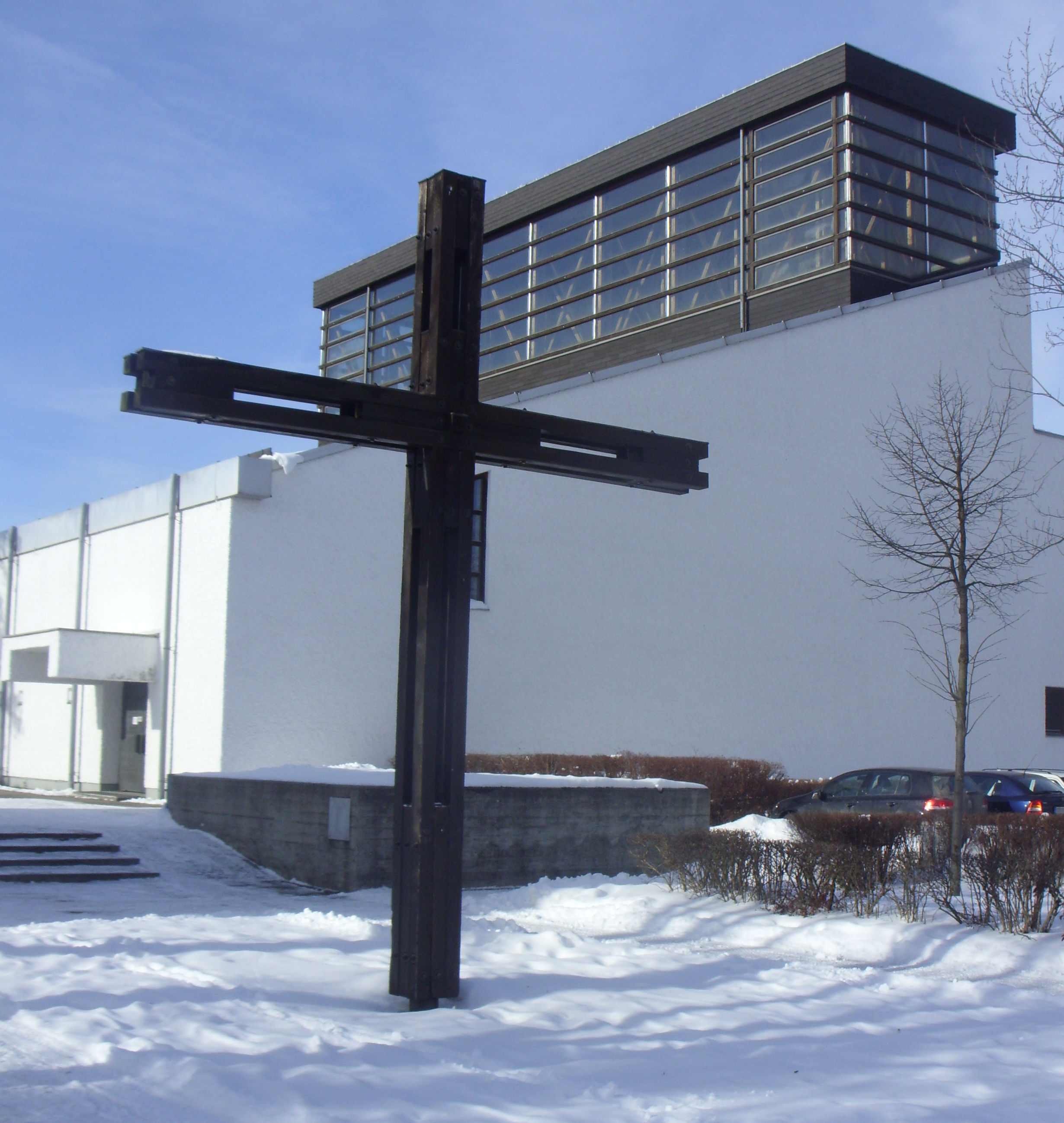
Holzbalkenkreuz vor der Pfarrkirche Erscheinung des Herrn

Der Siedlungsname „Blumenau“ wurde 1964 vom Hauptausschuss des Stadtrates beschlossen. Der Name war zu diesem Zeitpunkt bereits bei den Anwohnern in Kleinhadern in Gebrauch und bezieht sich auf die zahlreichen Straßen, die nach Blumen benannt sind. So befinden sich neben der Silberdistelstraße, die heute in Richtung Neuhadern und zur Autobahn führt, unter anderem die Krokus-, Veilchen- und Primelstraße in Kleinhadern. Der Name „Blumenau“ wurde daraufhin für die benachbarte Neubausiedlung verwendet, obwohl dort die Straßen und Wege nach Künstlern wie Xaver Terofal, Wastl Witt oder Karl Flemisch benannt sind, die allesamt aus München stammten oder hauptsächlich dort aktiv waren.
Bei der 1992 erfolgten Neuaufteilung der Stadtbezirke wurde der Name „Blumenau“ auch für den gesamten nördlichen Bezirksteil des Stadtbezirks Haderns verwendet, der neben der Siedlung Blumenau Nord auch Kleinhadern umfasst.

## Die Siedlung Blumenau: Geschichte und Beschreibung

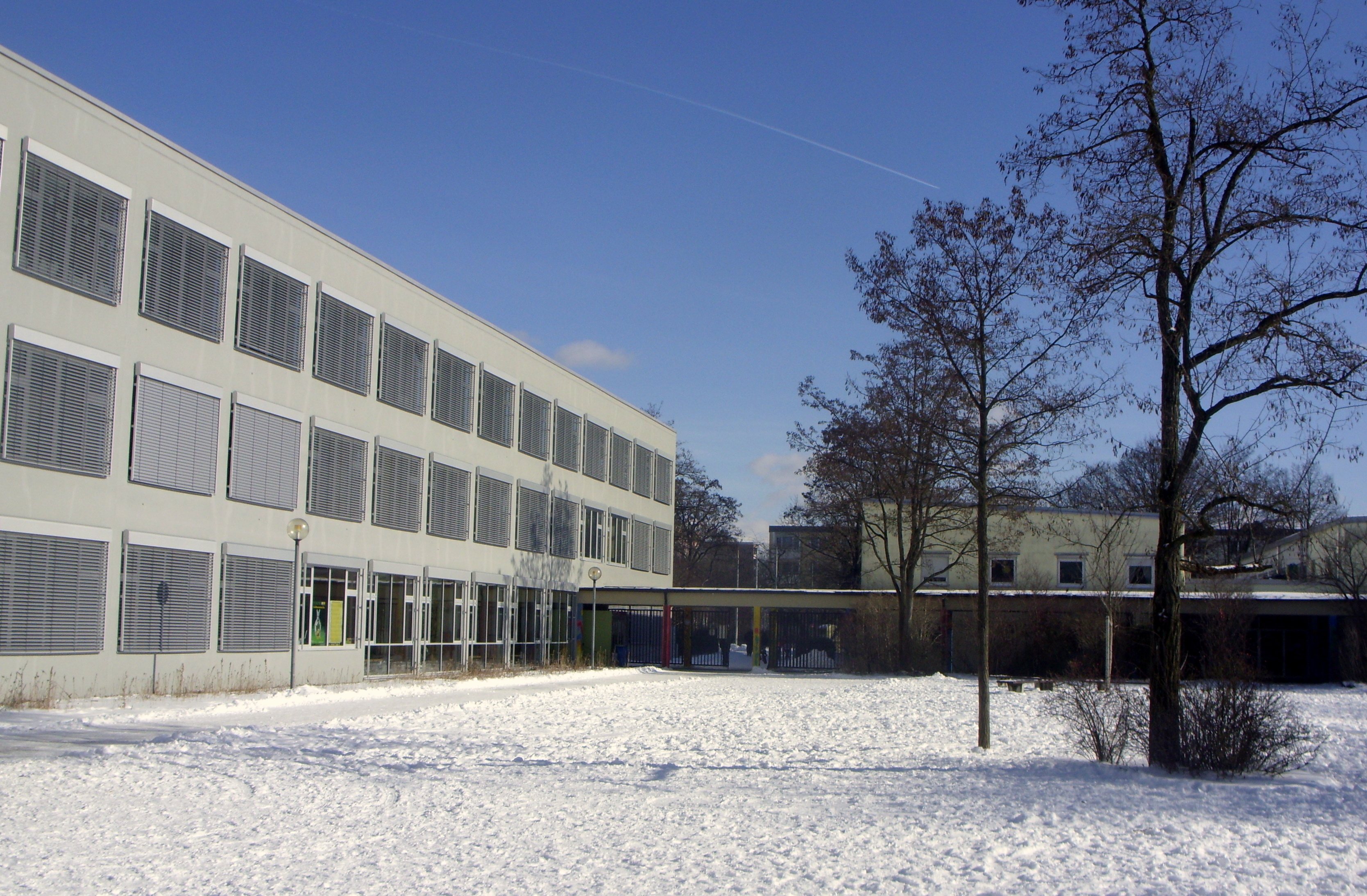
Volksschule an der Blumenauer Straße

Im Jahre 1963 wurde mit der Erschließung des Baugebietes begonnen, der Bau der ersten Gebäude in der Parkwohnanlage Blumenau begann 1964. In der Blumenau gibt es neben einigen Einfamilienhäusern vor allem Wohnblöcke. Im Zentrum befinden sich die Pfarrkirche Erscheinung des Herrn, die zwischen 1969 und 1970 erbaut wurde, sowie das Einkaufszentrum Blumenau, in welchem rund 30 Geschäfte beheimatet sind. 
Nördlich der Kirche liegt die Volksschule an der Blumenauer Straße, die sowohl eine Grundschule als auch eine Mittelschule beheimatet. Seit April 2003 ist auf dem Dach der Schule eine 400 m² große Photovoltaikanlage in Betrieb, die ca. 45.000 kWh pro Jahr in das Münchner Stromnetz speist.

## Verkehrsanbindung
Autobahn
- A96, Ausfahrt Blumenau

Bus

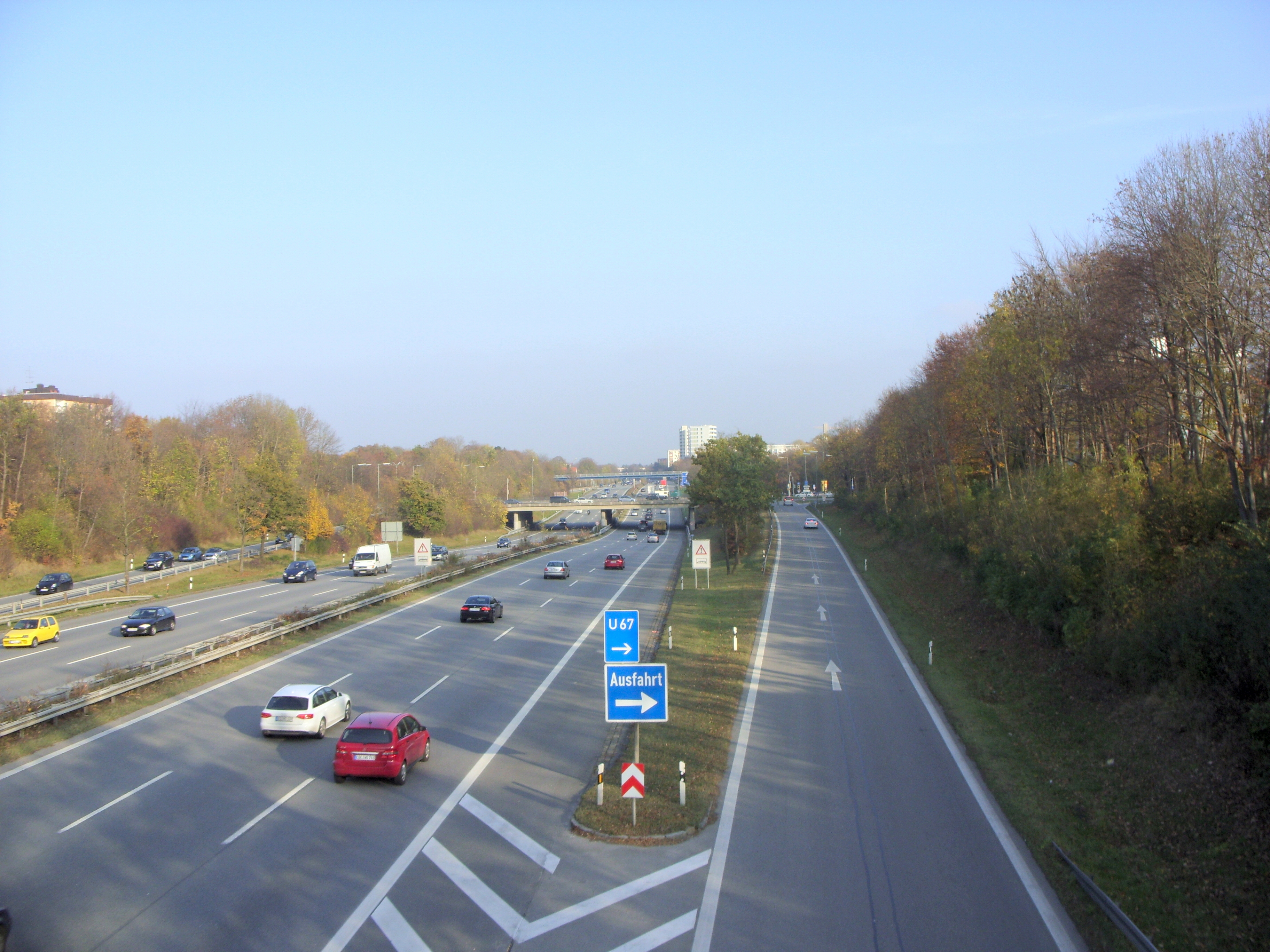
Abfahrt München-Blumenau an der BAB 96, der südlichen Grenze des Bezirksteils Blumenau

- MetroBus Linie 56 (zur U-Bahn Linie U6 und U3, sowie zum Bf. Pasing mit der S-Bahn-Stammstrecke)
- StadtBus Linie 167
- StadtBus Linie 168 (zur U-Bahn Linie U5, und über Bf. Laim Anbindung zur S-Bahn-Stammstrecke)

Straßenbahn
- Tram Linie 18